# Sportovec roku 1996

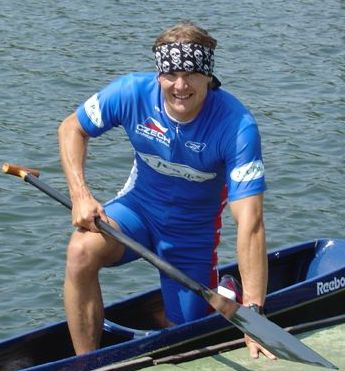
Martin Doktor

Sportovec roku 1996 byl 38. ročník ankety Sportovec roku a čtvrtý v samostatném Česku. Vítězem se stal kanoista Martin Doktor, který se toho roku stal dvojnásobným olympijským vítězem na hrách v Atlantě. V kolektivech první příčku obhájila česká fotbalová reprezentace, která na evropském šampionátu v Anglii získala nečekaně stříbro.

## První desítka jednotlivci
1. Martin Doktor (kanoistika)
2. Jan Železný (atletika)
3. Štěpánka Hilgertová (vodní slalom)
4. Jana Novotná (tenis)
5. Tomáš Dvořák (atletika)
6. Jaromír Jágr (lední hokej)
7. Lukáš Pollert (vodní slalom)
8. Šárka Kašpárková (atletika)
9. Karel Poborský (fotbal)
10. Miroslav Šimek – Jiří Rohan (vodní slalom)

## První trojka družstva
1. česká fotbalová reprezetace
2. česká hokejová reprezentace
3. fotbalisté Slavie Praha